# Linea 4 (metropolitana di Valencia)
La linea 4 della metropolitana di Valencia è stata la prima linea di Valencia a reintrodurre il tram come sistema di trasporto. Questa linea è nata dalla conversione in un tram moderno del ramo che era rimasto tra la stazione di Ademús (oggi stazione di Empalme) e la stazione di Pont de Fusta, (vecchio percorso della linea tramviaria, da Valencia-Pont de Fusta a Llíria e Bétera), a causa della creazione delle linee 1 e 2 della metropolitana e della vecchia linea del trenet di Valencia che collegava la stazione di Valencia-Pont de Fusta con il quartiere Grao. La sua inaugurazione ha avuto luogo il 21 maggio 1994. Collega Paterna e Burjasot con il quartiere di El Cabanyal a Valencia.
Nei giorni di Fiera, alcuni treni vanno alla stazione di Fira València.

## Percorso
La linea 4 svolge diverse tratte a seconda della stazione di partenza e del capolinea. 
- Mas del Rosari - Doctor Lluch: La linea inizia il suo viaggio nello sviluppo urbano di La Coma e ha la sua prima fermata vicino ai campi di calcio. Attraversa il ponte della CV-365 e fermati all'Avenida de Francisco Tomás y Valiente, al Parco della Scienza dell'Università di Valencia e all'edificio À Punt Media. Ha due fermate vicino ai campus Burjassot e parte per la CV-35, dove fa 2 fermate. Arriva allo svincolo di Empalme, dove si collega con le linee 1 e 2, e attraversa le vie Florista, Garbí e Mondúver (5 fermate), fino a raggiungere il quartiere di Marxalenes, dove fa 2 fermate. Proseguire lungo Calle Sagunto (1 fermata) e Calle Almazora (1 fermata) fino a prendere la linea 6 in Calle Cofrentes (1 fermata). Proseguire lungo Calle Vicente Zaragozá (2 fermate) e Avenida de los Naranjos (5 fermate) fino ad entrare in El Cabanyal, dove ha il capolinea in Calle Doctor Lluch.

Il percorso di ritorno è lo stesso del percorso di andata, ma nella direzione opposta, passando per via Doctor Lluch invece di via Eugenia Viñes, formando una linea circolare.
- Lloma Llarga-Terramelar - Empalme: Questo percorso è condiviso con la diramazione Mas del Rosari - Doctor Lluch fino alla stazione di Empalme (capolinea), partendo dal quartiere di Lloma Llarga.

- Fira València - Doctor Lluch: Solo nei giorni di fiera. Condiviso con gli altri due rami.